# Novocrania californica
Novocrania californica är en armfotingsart som först beskrevs av Berry 1921.  Novocrania californica ingår i släktet Novocrania och familjen Craniidae. Inga underarter finns listade i Catalogue of Life.